# Доттуев, Ахмат Жамалович
Ахмат Жамалович Доттуев (карач.-балк. Доттуланы Жамалны жашы Ахмат; 13 сентября 1970, Гунделен, Кабардино-Балкарская АССР — 1 октября 2010, Тырныауз, Кабардино-Балкария) — российский боксёр-профессионал, четырехкратный чемпион России, двукратный чемпион Восточной Европы, интерконтинентальный чемпион мира по боксу (WBC).

## Биография
- родился в с. Кёнделен, КБАССР, где начал тренироваться в школьной секции бокса.
- 1988 — поступил в Поволжскую Академию физической культуры и спорта в г. Волгограде.
- 1990 — вступил в Московский клуб профессионального бокса «Русские звезды».
- 1991—2003 — профессиональный боксёр
- 1999 — директор спорткомплекса «Геолог», Тырныауз, КБР
- 2003—2008 — депутат парламента КБР 3-го созыва.
- До 2009 — член Комитета по культуре, спорту, туризму и средствам массовой информации парламента Кабардино-Балкарии и возглавлял отделение партии «Единая Россия» Эльбрусского района.
- 2009 — управляющий Тырныаузского отделения дополнительного офиса «Сбербанка России».
- 01.10.2010 — убит неизвестными[2][3].

## Награды
- Заслуженный работник культуры и спорта КБР

## Память
- Школе в с. Кёнделен присвоено имя Ахмата Доттуева[4]
- Проводятся боксерские турниры памяти Доттуева[5].